# Calyptranthes apicata
Calyptranthes apicata är en myrtenväxtart som först beskrevs av Charles Wright och August Heinrich Rudolf Grisebach, och fick sitt nu gällande namn av Ignatz Urban. Calyptranthes apicata ingår i släktet Calyptranthes och familjen myrtenväxter. Inga underarter finns listade i Catalogue of Life.